# Villa romana da Folha da Amendoeira
A Villa romana da Folha da Amendoeira é um sítio arqueológico situado perto da aldeia de Odivelas, no concelho de Ferreira do Alentejo, em Portugal.

## Descrição
A Folha da Amendoeira é uma propriedade perto de Odivelas, onde foi encontrada uma grande quantidade de vestígios de antigas construções romanas, como pedra e cerâmica. A maior parte do espólio foi descoberta numa zona de plantação de olival, onde, segundo a tradição popular, existia um piso de uma casa e duas colunas com uma soleira em mármore, sendo essa soleira ainda visível no terreno. Estava situado perto de uma estrada romana, que ligava Pax Julia (Beja) a Salácia (Alcácer do Sal).
Na década de 1950, o arqueólogo Abel Viana esteve a investigar um monumento megalítico nas proximidades, foi-lhe indicado que tinham sido descobertos vários artefactos romanos na elevação onde estavam as ruínas, incluindo várias moedas, um grande bronze de Augusto e outro de Trajano, três bronzes médios, retratando Cláudio I, Constâncio e Teodósio, e um bronze pequeno, de Constantino.
Em 2005, foram feitas pesquisas no local, no âmbito de um programa de levantamento arqueológico do concelho de Ferreira do Alentejo.